# 네이딘 코일
네이딘 코일(Nadine Coyle, 1985년 6월 15일 ~ )은 아일랜드의 싱어송라이터이다. 걸 그룹 걸스 얼라우드의 멤버였다.

## 음반 목록
- Insatiable (2010)